# 1068.
◄ | 10. stoljeće | 11. stoljeće | 12. stoljeće | ►
◄ | 1030-ih | 1040-ih | 1050-ih | 1060-ih | 1070-ih | 1080-ih | 1090-ih | ►
◄◄ | ◄ | 1065. | 1066. | 1067. | 1068. | 1069. | 1070. | 1071. | ► | ►►
Arhitektura • Astronomija • Knjige • Književnost • Kršćanstvo • Medicina • Pravo • Promet • Znanost

## Rođenja
- Almoš, ugarski kraljević († 1129.)

## Vanjske poveznice
|  | Zajednički poslužitelj ima još gradiva o temi 1068. |